# Deraeocoris punctulatus
Espèce
Deraeocoris punctulatus est une espèce d'insectes du sous-ordre des hétéroptères (punaises) de la famille des Miridae.